# Штейнберг, Валентин Августович
Валентин Августович Штейнберг (латыш. Valentīns Šteinbergs, 1915—2011) — доктор философских наук, профессор, член-корреспондент АН Латвийской ССР, заслуженный деятель науки Латвийской ССР.

## Биография
Родился в 1915 году на станции Сербка (ныне территория Одесской области). Латыш.
Окончил Одесский железнодорожный техникум (1940), ВПШ при ЦК КПСС (1947), Латвийский педагогический институт (1948) и аспирантуру Латвийского университета (1951). Член КПСС с 1940 года.
С 1932 года — рабочий на железной дороге, в 1941—1944 работал машинистом в Казахстане. В середине 1940-х годов — заместитель заведующего отделом ЦК ЛКСМ Латвии.
С 1948 года на преподавательской и научной работе, проректор, в 1962—1970 ректор Латвийского государственного университета. В 1971—1981 директор Института истории Академии наук Латвийской ССР, в 1981—1992 директор Института философии и права.
Доктор философских наук (1962), профессор (1963), член-корреспондент АН Латвийской ССР (1963). Заслуженный деятель науки Латвийской ССР (1969).
Член ЦК КП Латвии (с 1961). Избирался депутатом Верховного Совета Латвийской ССР с 6-го по 10-й созыв.
Умер в Риге в 2011 году.

## Научные труды
- Latvijas darbaļaužu cīņa par padomju varu 1917 gadā. Rīga, 1957;
- J. Jansona-Brauna dzīve. Rīga, 1957 (kopā ar A. Vilsonu);
- F. Roziņš — marksistiskās filozofijas celmlauzis Latvijā. Rīga, 1960;
- Философия и социология, мысль народов СССР… Латвия. в кн.: История философии, т. 4, М., 1959; т. 5, М., 1961;
- Книга В. И. Ленина «Материализм и эмпириокритицизм» в Латвии. «ВФ», 1960, № 4;
- П. Стучка и его роль в борьбе за торжество ленинской нац. политики, «ФН» (НДВШ), 1964, № 2;
- Философская жизнь Латвии начала 20 века, Рига, 1906; Подъём филос. жизни Латвии в годы Сов. власти. «ФН» (НДВШ), 1967, № 5;
- Историч. материализм и конкретно-социологич. исследования, «Коммунист Сов. Латвии», 1969, № 2;
- J. Jansona-Brauna filozofiskie uzskati. Rīga, 1969.
- Философия и Джентльмены. Рига: Лиесма, 1971. — 195 стр.
- Латвия во внешнеполитическом противоборстве Советской России и держав Запада: 1917—1920. Рига: Зинатне, 1979. — 169 стр.
- Чарлз Скотт из Латвии. Рига: Зинатне, 1981. — 314 стр.
- Baltijas reakcionārā emigrācija šodien. Rīga: Zinātne, 1982. — 214 стр.
- Čārlzs Skots no Latvijas. Ievērojamu cilvēku dzīve. Rīga: Avots, 1985. — 316 стр.
- Любимец секретных служб и женщин. Būdiņa, 2001. — 254 стр.
- Заклятие времени: опыт воспоминаний. Rīga: Būdiņa, 2008.